# Eduard Oriol
Eduard Oriol Gràcia (ur. 5 listopada 1986 w Cambrils) – hiszpański piłkarz występujący na pozycji pomocnika w UE Llagostera.